# Prasonica seriata
Prasonica seriata là một loài nhện trong họ Araneidae.
Loài này thuộc chi Prasonica. Prasonica seriata được Eugène Simon miêu tả năm 1895.